# Feroze Khan
Feroze Khan (Jalandhar, 9 settembre 1904 – Karachi, 20 aprile 2005) è stato un hockeista su prato indiano.

## Palmarès

### Olimpiadi
- Oro a Amsterdam 1928 nell'hockey su prato.